# Иерофант
Иерофа́нт (греч. ἱεροφάντης «показывающий священное») — у древних греков старший пожизненный жрец при Элевсинских таинствах.
Он должен был происходить из семьи Кериков или Эвмолпидов; председательствовал на всех торжествах Деметры, посвящал в большие и малые мистерии и вместе с дадухом, вторым верховным жрецом, во время празднеств пел хвалебную песнь Деметре и Персефоне. Рядом с ним стояла иерофантида (греч. ἱερόφαντις) — верховная жрица Деметры Элевсинской.
В римской духовной иерархии иерофанту соответствовал великий понтифик (лат. pontifex maximus).

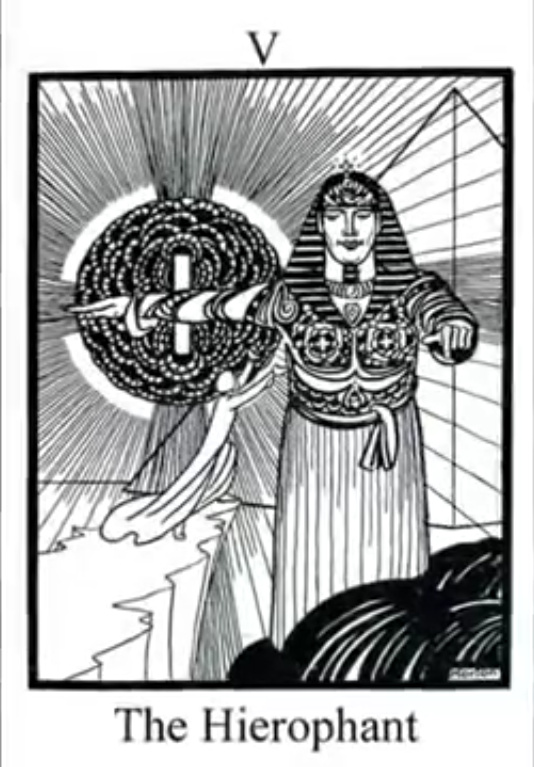